# Ashland (Wisconsin)
Ashland – miasto w Stanach Zjednoczonych w stanie Wisconsin w hrabstwie Ashland. W 2000 roku liczyło 8620 mieszkańców. Miasto leży w północnej części stanu, na skrzyżowaniu US Route 2 z Wisconsin Highway 13.

## Ludzie związani z Ashland
- Moose Cochran (1897−1979) − amerykański futbolista
- Sean Duffy (ur. 1971) – amerykański polityk i kongresman
- Morgan Hamm (ur. 1982) – amerykański gimnastyk, medalista olimpijski
- Paul Hamm (ur. 1982) – amerykański gimnastyk, medalista olimpijski
- William Daniel Leahy (1875–1959) – amerykański wojskowy i polityk
- Gary Ronning (ur. 1977) − amerykański mistrz kulturystyki, trójboista siłowy